# Landone I di Capua
Landone I di Capua (tra 820 e 830 – 860) fu conte di Capua dall'843 fino alla sua morte.

## Biografia
Quando Landone successe a suo padre nell'843 il principato di Benevento era lacerato dalla guerra civile tra l'usurpatore Radelchi e Siconolfo, fratello di Sicardo il precedente principe di Benevento, assassinato nell'839.
Sicardo, che temeva le ambizioni del fratello, aveva imprigionato Siconolfo a Taranto, ma dopo l'elezione di Radelchi, gli avversari del nuovo principe liberarono Siconolfo e lo elessero principe. Siconolfo e i ribelli longobardi scelsero Salerno come base e riunirono interno a loro tutti coloro che desiderano liberarsi dalla tutela di Benevento come anche Landolfo, il padre di Landone, che era conte di Capua.
Landone decise di continuare la politica del padre fino alla fine del conflitto che si concluse nell'849 con la «divisio» del Principato di Benevento in due parti con le rispettive capitali Benevento e Salerno. Landone rimase fedele a Siconolfo per acquisire un'autonomia sempre maggiore per Capua; secondo un aneddoto riferito da Erchemperto il vecchio Landolfo prima di morire aveva consigliato ai quattro suoi figli di cercare di mantenere uno stato di conflitto permanente tra Benevento e Salerno per garantire l'indipendenza di Capua. 
Fu durante questa guerra civile che Landone svolse per il suo principe una delicata missione, assieme al gastaldo Adelmario, a Monte Cassino per prendere una parte del tesoro del monastero allo scopo di pagare il soldo ai mercenari musulmani reclutati da Siconolfo. Sempre secondo Erchemperto, Landone avrebbe anche svolto un ruolo importante nel conflitto tra i Longobardi dell'Italia meridionale, facendo parte di quelli che chiesero l'intervento di Ludovico II il Giovane nel sud della penisola che si concluse con la divisione dell'849 tra i due contendenti. Secondo questo documento, Capua divenne parte del principato di Salerno. Questa dipendenza, tuttavia, rimase del tutto teorica, perché Landone si rifiutò di obbedire a Siconolfo.
Landone cercò di rafforzare la propria posizione alleandosi con il Ducato di Napoli, vassallo dell'Impero bizantino e avversario tradizionale dei Longobardi. L'alleanza si concretizzò nel matrimonio del suo secondo figlio Landolfo con una figlia di Sergio I di Napoli. A Salerno, Siconolfo morì poco dopo nel dicembre 849 e lasciò come erede il figlio minore Sicone II di Salerno. Quest'ultimo fu rovesciato nel dicembre 853 dal suo reggente, l'usurpatore Pietro e da suo figlio Ademaro che decise di riportare all'obbedienza Capua e per questo ottiene l'alleanza di Napoli e il sostegno del Duca Guido I di Spoleto che cercava di allargare la sua influenza verso il sud dell'Italia.
Landone rispose immediatamente alleandosi con il prefetto Marino di Amalfi (859-873), la cui figlia aveva sposato Pandone, fratello del conte di Capua. Amalfi, potenza marinara, era come Capua interessata a limitare il potere della rivale Salerno. Il tentativo di riconquista concepito da Ademaro alla fine fallì, ma il fratello di Landone, Landenolfo, gastaldo di Teano, sarebbe morto di disperazione nell'859 in seguito alle sconfitte subite contro il Duca di Spoleto. Il principe non si arrese e per indebolire il principe di Capua catturò il suo alleato, il prefetto di Amalfi, Marino, e incoraggiò un figlio del principe Landolfo gastaldo di Suessula di aderire alla lega contro Capua. Nel maggio 859, un esercito composto da salernitani, napoletani, amalfitani e soldati di Suessula, marciò contro Capua. Landone, molto malato e paralizzato, pose alla testa delle sue truppe il figlio maggiore Landone II che ingaggiò battaglia e ottenne una brillante vittoria vicino al ponte di Teodemondo sul Volturno, facendo così terminare i tentativi di Salerno di porre fine all'indipendenza di Capua.
Il regno di Landone fu anche caratterizzato dall'iniziativa del fratello vescovo Landolfo che nell'856, nonostante l'iniziale opposizione di Landone, decise di spostare il centro del Autorità comunale dalla fortezza, fondata sul colle Triflisco, al sito dell'attuale città, fortificando e ampliando un villaggio situato attorno a un ponte romano in un meandro del Volturno. Landone diede anche avvio all'istituzione di un monastero a Teano.

## Matrimonio e discendenza
Landone sposò una Aloara, d'origine sconosciuta. Ebbero figli:
- Landone II di Capua
- Landolfo
- Landenolfo
- Pietro
- Pandone
- Landelaicha, moglie di Guaiferio di Salerno
- altra figlia di nome sconosciuto